# 1654 Bojeva
1654 Bojeva је астероид главног астероидног појаса са пречником од приближно 26,98 .
Афел астероида је на удаљености од 3,298 астрономских јединица (АЈ) од Сунца, а перихел на 2,736 АЈ.
Ексцентрицитет орбите износи 0,093, инклинација (нагиб) орбите у односу на раван еклиптике 10,448 степени, а орбитални период износи 1914,381 дана (5,241 година).
Апсолутна магнитуда астероида је 10,80 а геометријски албедо 0,116.
Астероид је откривен 8. октобра 1931. године.